# Penelope A. Mountjoy
Penelope-Anne Mountjoy FSA (* 1946; † 14. Juni 2025 in Oxford) war eine britische Klassische Archäologin, deren Arbeitsschwerpunkt die mykenische Keramik war.

## Leben
Mountjoy schloss ein Studium der Altertumswissenschaften an der University of Bristol mit einem B.A. (Honors) ab. Im Anschluss erwarb sie einen M.Phil. an der University of London und schließlich den Ph.D. wiederum an der Universität Bristol.
Sie war Mitglied der British School at Athens und der School of Archaeology der University of Oxford als Visiting Research Fellow verbunden. Sie war Scholar in Residence an der Queens University, Kingston, Kanada, und hatte Gastprofessuren an den Universitäten Mannheim, Tübingen und Frankfurt am Main inne. Sie hatte die Glassman Holland Fellowship am Albright Institute of Archaeological Research in Jerusalem inne. Von den frühen 2000er Jahren bis zu ihrem Tod lebte sie einen Teil des Jahres in Oxford, den Rest in Athen.
Mountjoy war seit 1988 Fellow der Society of Antiquaries of London und seit 2015 Mitglied des Deutschen Archäologischen Instituts.

## Forschung
Mountjoy nahm an Ausgrabungen in Myrtos, Knossos, Mykene, Pyrgos (Kreta), Paphos (Zypern) und Troia (Kleinasien) teil. Sie verfügte über umfangreiche Erfahrungen als archäologische Zeichnerin auf dem Gebiet der Vasenmalerei.
Zuletzt arbeitete sie über Keramik aus der Nachpalastzeit (Späthelladisch IIIC: 1200–1050 v. Chr.) aus Zypern, der Türkei und Israel.

## Schriften
- Four early Mycenaean wells from the south slope of the Acropolis at Athens (= Miscellanea Graeca. Band 4). Gent 1981.
- Orchomenos V. Mycenaean Pottery from Orchomenos, Eutresis and other Boeotian Sites. Bayerische Akademie der Wissenschaften, München 1983 (Bayerische Akademie der Wissenschaften, Philosophisch-Historische Klasse, N.S., 89).
- Mycenaean Decorated Pottery. A Guide to Identification (= Studies in Mediterranean archaeology. Band 73). Åström, Göteborg 1986, ISBN 91-86098-32-2.
- Mycenaean Pottery. An Introduction. Oxford University Press, Oxford 1993, ISBN 0-947816-36-4.
- Mycenaean Athens. Åströms, Göteborg 1995, ISBN 91-7081-073-7.
- Regional Mycenaean Decorated Pottery. 2 Bände. Leidorf, Rahden 1999, ISBN 3-89646-011-0.
- Knossos. The South House (= The British School of Archaeology at Athens. Supplementband 34). The British School at Athens, London 2003, ISBN 0-904887-42-1.
- The Johann Wolfgang Goethe University Collections. The Mycenaean and the Minoan pottery (= Frankfurter archäologische Schriften. Band 6). Reichert, Wiesbaden 2008, ISBN 978-3-89500-541-1.
- Troy VI middle, VI late and VII. The mycenaean pottery (= Studia Troica. Monographien. Band 9). Verlag Dr. Rudolf Habelt, Bonn 2017, ISBN 978-3-7749-4067-3.
- Decorated Pottery in Cyprus and Philistia in the 12th Century BC: Cypriot IIIC and Philistine IIIC (= Contributions to the Chronology of the Eastern Mediterranean. Band 36). 2 Teilbände, Verlag der Österreichischen Akademie der Wissenschaften, Wien 2018, ISBN 978-3-7001-7955-9.